# Edmund Osmańczyk

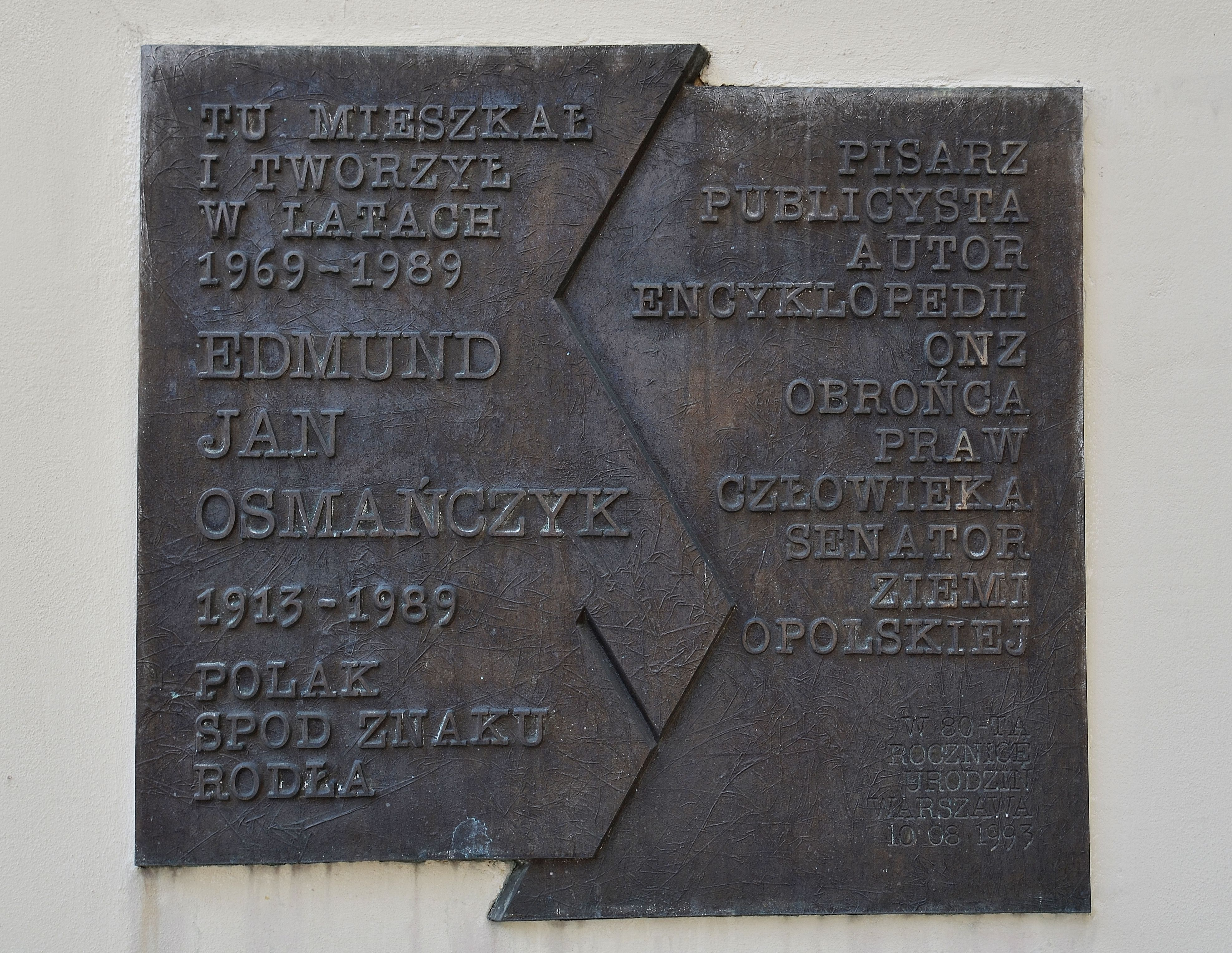
Tablica pamiątkowa przy placu Zamkowym 8 w Warszawie

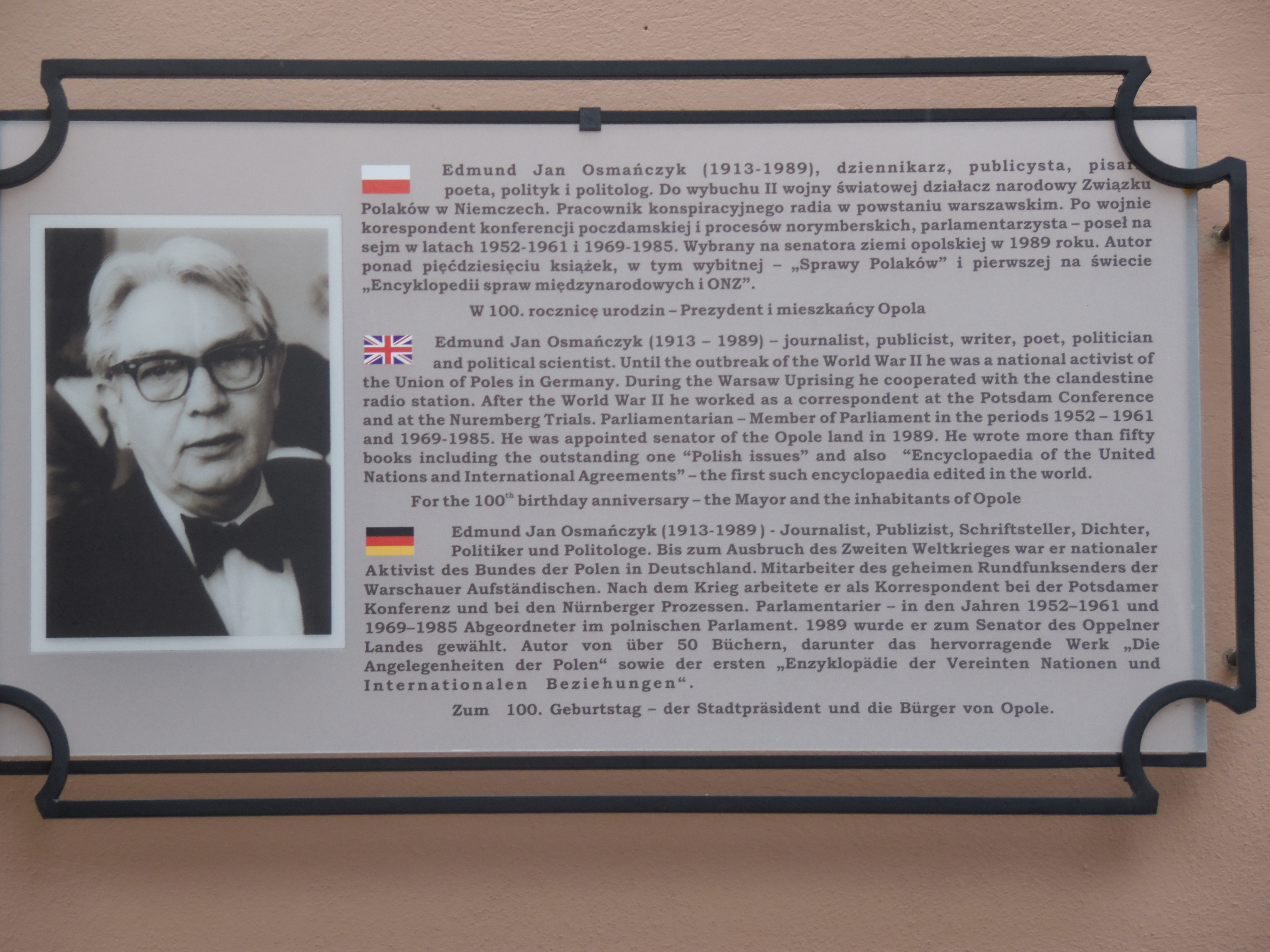
Trójjęzyczna tablica pamiątkowa w Opolu

Edmund Jan Osmańczyk (ur. 10 sierpnia 1913 w Jagielnie, zm. 4 października 1989 w Warszawie) – polski publicysta, politolog i polityk, działacz mniejszości polskiej w Niemczech, poseł na Sejm PRL I, II, V, VI, VII i VIII kadencji, w latach 1979–1980 członek Rady Państwa, senator I kadencji (1989–1991), autor monumentalnej Encyklopedii ONZ i stosunków międzynarodowych. Odznaczony m.in. Orderem Budowniczych Polski Ludowej.

## Życiorys

### Działalność do 1945
Urodził się na Dolnym Śląsku na terenie Cesarstwa Niemieckiego jako syn Ryszarda i Feliksy Michaliny z domu Schultz. Jego matka dbała o zachowanie polskości, m.in. poprzez urządzane wieczory polskiej poezji. W 1922, po podziale Śląska, rodzina Osmańczyków przeniosła się z jego niemieckiej części na terytorium Polski. Jego ojciec w latach 1923–1938 zarządzał majątkiem ziemskim w Walichnowach w powiecie wieluńskim.
Uczył się w gimnazjum męskim im. Tadeusza Kościuszki w Wieluniu (1923–1927) i w gimnazjum Męskim Zgromadzenia Księży Marianów (1927–1932) na podwarszawskich Bielanach. W tej ostatniej szkole był członkiem samorządu uczniowskiego i redagował gazetkę „Ogniwo”. Po uzyskaniu matury i krótkim pobycie u rodziców wyjechał do Berlina, gdzie studiował równolegle w Hochschule für Politik oraz na wydziale dziennikarstwa Uniwersytetu Friedricha Wilhelma. Po dojściu do władzy Adolfa Hitlera został wyrzucony z obu uczelni. W Berlinie włączył się w działalność Związku Polaków w Niemczech. Od 1932 do 1935 był redaktorem naczelnym „Młodego Polaka w Niemczech”. Był pomysłodawcą nazwy „Rodło” dla określenia symbolu związku i współprojektantem jego znaku graficznego. W 1933 został etatowym dziennikarzem polonijnego „Narodu” (pisma wydawanego w Herne w Westfalii). W latach 1934–1935 kierował Centralą Prasową ZPwN, nadzorując jej prasę. Od 1935 stał także na czele redakcji głównego tytułu ZPwN – „Polaka w Niemczech”. Zajmował się uzupełnianiem i drukowaniem Leksykonu Polactwa w Niemczech, publikacji mającej na celu ochronę polskości w III Rzeszy. Przez pewien czas zastępował także redaktora naczelnego „Nowin Codziennych” w Opolu. W połowie lat 30. nawiązał współpracę z Polskim Radiem w Katowicach oraz ze środowiskiem katowickiej „Kuźnicy” i „Fantany” – skupioną wokół Pawła Musioła grupą przedstawicieli młodej inteligencji śląskiej.
W sierpniu 1939, poszukiwany przez funkcjonariuszy gestapo, uciekł do Polski. We wrześniu został spikerem w Polskim Radiu (pod pseudonimem „Jan Gor”). Podczas okupacji, którą przeżył głównie w Warszawie, pracował m.in. jako kontroler kartek żywnościowych w warszawskim magistracie. Ukrywał się przed Niemcami, posługując dokumentami wystawionymi na nazwisko Jan Krzemiński. Uczestniczył w ruchu oporu w Organizacji Ziem Zachodnich „Ojczyzna”, był pracownikiem Sekcji Polskiego Radia Delegatury Rządu na Kraj. Współpracował także z innymi instytucjami polskiego państwa podziemnego – Biurem Zachodnim Delegatury Rządu na Kraj, Sekcją Zachodnią Departamentu Informacji i Prasy Rządu RP, Biurem Studiów dla Ziem Nowych, Instytutem Zachodnim. Podczas powstania warszawskiego służył w Armii Krajowej (Śródmieście Północ – Śródmieście Południe). Od 8 sierpnia 1944 był spikerem radia powstańczego, nadawał codzienną audycję Dzień walki. Wyszedł z Warszawy z ludnością cywilną. 6 stycznia 1945 ujęty w Krakowie przez funkcjonariuszy gestapo, udało mu się zbiec z transportu do obozu koncentracyjnego. Wyzwolenia spod niemieckiej okupacji doczekał w Zakopanem.

### Działalność w latach 1945–1980
Na początku 1945 dołączył do Komitetu Obywatelskiego Polaków Śląska Opolskiego. Celem działalności tej organizacji była aktywizacja Polaków zamieszkujących Niemcy przed II wojną światową, a także pomoc w polonizacji ziem Górnego Śląska do 1939 znajdujących się poza granicami państwa polskiego. Od marca tegoż roku jako korespondent wojenny służył w 1 Armii Wojska Polskiego. Należał do tej grupy działaczy, którzy zdecydowali się na współpracę z nową władzą komunistyczną, uznając, że najważniejsze było, aby tzw. Ziemie Odzyskane (w tym Śląsk) stały się częścią Polski, nie zaś Niemiec. Działacze ci za mniej istotne uważali, jaka ta Polska będzie: socjalistyczna czy kapitalistyczna, suwerenna czy niesuwerenna. Świadectwem jego poglądów był wydana wówczas książka Sprawy Polaków, w której zajął się pamięcią historyczną Polaków. Nawoływał w niej do zaniechania postawy „walczącego patriotyzmu” na rzecz pracy organicznej. Podając przykład Niemiec, wzywał do podjęcia wzmożonej pracy nad odbudową kraju. Dla wielu polskich inteligentów ta propozycja nawiązywała wprost do idei głoszonych przez pozytywistów warszawskich czy krakowskich konserwatystów. Rozumiano je zarazem jako zawołanie do „przeczekania” radzieckiej okupacji. Uważał także za konieczność doprowadzenie do pokojowego uregulowania stosunków polsko-niemieckich, mimo prezentowanej przez ówczesne władze komunistyczne wrogiej polityki wobec Niemców. Podkreślając znaczenie pracy Edmunda Osmańczyka, Jan Szczepański uznawał, że zaatakowała ona „stereotyp myślenia o Polakach jako o narodzie istniejącym dzięki powstaniom, a nie pracy organicznej”. Zupełnie inaczej zareagowały na tę publikację ówczesne władze. Choć książka nie znalazła się na liście publikacji zakazanych przez cenzurę, w 1949 uznano ją za szkodliwą i propagującą „nacjonalistyczne odchylenie”. W konsekwencji nie wyrażano zgody na kolejne wznowienia, zaś w 1950 resztę nakładu zniszczono, a tytuł wycofano ze szkolnych bibliotek. W latach 1945–1946 Edmund Osmańczyk był korespondentem wojennym prasy „czytelnikowskiej”. Relacjonował m.in. konferencję w Poczdamie oraz proces norymberski dla  „Dziennika Zachodniego”, „Dziennika Polskiego”, „Odrodzenia” i „Przekroju”. W latach 1947–1952 pracował jako korespondent zagraniczny Polskiego Radia. Jednocześnie od grudnia 1948 do listopada 1952 mieszkał w domu przy ulicy Jaworowej 34 w Szczecinie.
W 1952 został ściągnięty do Polski, zamieszkał na stałe w Warszawie. Był posłem na Sejm PRL I kadencji (20 listopada 1952 – 20 listopada 1956) z okręgu nr 41 (Stargard Szczeciński) i II kadencji (20 lutego 1957 – 20 lutego 1961) z okręgu wybranym w okręgu nr 61 (Koźle). W Sejmie brał udział w pracach Komisji Ustawodawczej, Komisji Spraw Zagranicznych oraz Komisji Nadzwyczajnej Ziem Zachodnich. Podkreślając swą lojalność wobec obozu władzy, poruszał zarazem kwestie ważne dla autochtonicznych mieszkańców tzw. Ziem Odzyskanych. Uprawiana przez niego publicystyka w realiach stalinizmu był typowa dla osób, które zaakceptowały zachodzące zmiany ustrojowe. Ich ilustrację stanowiła wydana w 1953 praca Śląsk w Polsce Ludowej, w której – zarzucając części duchowieństwa na Śląsku szerzenie nastrojów separatystycznych – autor przeciwstawiał jej tzw. księży patriotów akceptujących zachodzące przemiany społeczne. Akceptował też zmianę nazwy Katowic na Stalinogród. W tym okresie był także redaktorem naczelnym (wraz z Jerzym Waldorfem) czasopisma „Świat” oraz redaktorem naczelnym „Szpilek”.
W latach 1954–1969 pracował ponownie jako korespondent zagraniczny w Polskim Radiu, w tym charakterze przebywał w Europie Zachodniej, Stanach Zjednoczonych i Australii, a potem w Brazylii (1961–1964) i Meksyku (1964–1968). Po powrocie do kraju w 1969 zajął się działalnością publicystyczną oraz pracą naukową. W 1974 uzyskał stopień naukowy doktora w Wyższej Szkole Pedagogicznej w Opolu.  Autor wielokrotnie nagradzanej publikacji Encyklopedia ONZ i stosunków międzynarodowych (1982), wydanej także w językach hiszpańskim oraz angielskim. Był członkiem rady naczelnej Związku Bojowników o Wolność i Demokrację.
Sprawował także mandat posła na Sejm PRL V, VI, VII i VIII kadencji (19 marca 1972 – 31 sierpnia 1985). Mandat uzyskiwał kolejno: na V kadencję w okręgu nr 56 (Opole), na VI kadencję w okręgu nr 55 (Nysa), na VII kadencję w okręgu nr 45 (Opole), na VIII kadencję w okręgu nr 45 (Kędzierzyn-Koźle). Pracował głównie w Komisji Spraw Zagranicznych oraz Komisji Handlu Zagranicznego. Był także członkiem zarządu Polskiej Grupy Unii Międzyparlamentarnej. Romuald Kraczkowski oceniał, że był on jednym z bezpartyjnych posłów „o uznanym autorytecie”. Na początku lat 70. wraz z Dorotą Simonides, Wilhelmem Szewczykiem, Ryszardem Hajdukiem zaprotestował przeciwko eliminowaniu byłych powstańców śląskich, byłych działaczy ZPwN oraz działaczy plebiscytowych z Mazur z udziału w życiu społecznym. Gdy władze PRL, w zamian za umorzenie długów gospodarczych wobec RFN, zgodziły się na wyjazd znacznie większej liczby osób z terenów Śląska, niż to zostało wcześniej uzgodnione (w ramach tzw. akcji łączenia rodzin), Edmund Osmańczyk zdecydowanie potępił takie postępowanie. Oceniał je jako działanie na szkodę polskich interesów narodowych, określał jako „Kuhhandel” (handel bydłem), „wielkie rozłączenie” lub „handel ludźmi”. Jeden z najbardziej kontrowersyjnych kroków w swojej parlamentarnej karierze wykonał w lutym 1976, kiedy poparł poprawki do Konstytucji PRL dotyczące przyjaźni polsko-radzieckiej i przewodniej roli PZPR w budowie socjalizmu. Spotkało się to z krytyką działającej wówczas nielegalnej opozycji antykomunistycznej, a także ze strony wielu środowisk inteligenckich. W latach 1979–1980 Edmund Osmańczyk był członkiem Rady Państwa,

### Działalność w latach 80.
Od początku rewolucji solidarnościowej zaczęły się rozluźniać jego związki z obozem władzy. W 1980 wraz z Dorotą Simonides, Ryszardem Reiffem, Janem Szczepańskim i Januszem Zabłockim wszedł w skład Nadzwyczajnej Komisji do Kontroli Realizacji Porozumień z NSZZ „Solidarność” w Gdańsku, Szczecinie i Jastrzębiu-Zdroju. W lipcu i sierpniu 1981 ostro krytykował w swych wystąpieniach sejmowych politykę rządu ułatwiającą emigrację szczególnie młodych Polaków za granicę. Jednym z częściej przywoływanych przez niego na forum Sejmu PRL postulatów było domaganie się swobody poruszania się i posiadania przez obywateli kraju paszportów. Był jednym z pierwszych, którzy publicznie opowiadali się za wprowadzeniem dopuszczalności posiadania podwójnego obywatelstwa. Bardzo krytycznie oceniał także politykę władz polskich wobec Górnego Śląska, twierdząc, że 600 lat panowania niemieckiego nie doprowadziło to takiej germanizacji Ślązaków jak niespełna 50 lat istnienia Polski Ludowej. W efekcie, mimo że od 1980 do 1983 zasiadał w prezydium Ogólnopolskiego Komitetu Frontu Jedności Narodu, stał się dla władzy osobą niewygodną. Brał udział w debacie na posiedzeniu Sejmu PRL z 25 stycznia 1982 (pierwszym po 13 grudnia 1981), gdy głosowano w sprawie legalności wprowadzenia stanu wojennego. Odmówił wówczas telewizyjnego wystąpienia aprobującego stan wojenny. 8 października 1982 znalazł się w grupie 12 posłów głosujących przeciwko delegalizacji NSZZ „Solidarność” (w ramach ustawy o związkach zawodowych) i zarzucił rządowi zamysł dokonania zamachu. W latach 1983–1988 prezesował Stowarzyszeniu Autorów ZAiKS. W drugiej połowie lat 80. zaprzestano wydawania książek jego autorstwa, więc rozpoczął publikację swych prac za granicą w Paryżu i Nowym Jorku. W tym okresie publikował również na łamach „Tygodnika Powszechnego”.
Jako reprezentant strony solidarnościowo-opozycyjnej był uczestnikiem obrad Okrągłego Stołu w zespole ds. reform politycznych. W 1989 został członkiem Komitetu Obywatelskiego. W 1989 wybrany z ramienia Komitetu Obywatelskiego do Senatu w okręgu nr 14 (województwo opolskie), został przewodniczącym senackiej Komisji Spraw Emigracji i Polaków za Granicą. Zmarł kilka miesięcy później. Został pochowany na cmentarzu przy kościele „Na Górce” w Opolu.

## Życie prywatne
Jego drugą żoną była dziennikarka i publicystka Jolanta Klimowicz.

## Publikacje
- Sprawy Polaków, wyd. 1–5: Katowice: AWiR 1947–1948, wyd. 6–8: Katowice: Śląsk, 1982–1986.
- Dowody prowokacji. Nieznane archiwum Himmlera, Warszawa: Czytelnik, 1951.
- Młode Niemcy, Warszawa: Czytelnik, 1951.
- Publicystyka w kraju budującym socjalizm, Warszawa: Czytelnik, 1952.
- Azja w Genewie, Warszawa: Państwowy Instytut Wydawniczy, 1955.
- Był rok 1945, wyd. 1–5: Warszawa: Państwowy Instytut Wydawniczy, 1970–1980.
- Nasza Europa, Poznań: Wydawnictwo Poznańskie, 1971.
- Rzeczpospolita Polaków, Warszawa: Państwowy Instytut Wydawniczy, 1977.
- Wisła i Kraków to Rodło, Warszawa: Nasza Księgarnia, 1985.
- Polska i Izrael, Paryż: Wydawnictwo Kontakt, 1988.
- Siła kraju i emigracji. Myślenie na przełomie epok, Nowy Jork: Bicentennial Publishing Corporation, 1988.
- Wielkie rozłączenie. Polska-Niemcy. Polska-Rosja. Bilans lat 1939–1989, Nowy Jork: Bicentennial Publishing Corporation, 1989.
- Niezłomny proboszcz z Zakrzewa, rzecz o patronie Bolesławie Domańskim, Warszawa: Czytelnik, 1989.
- Encyclopedia of the United Nations and international agreements, Nowy Jork-Londyn: Routledge, 2003.

## Odznaczenia i wyróżnienia
- Order Budowniczy Polski Ludowej (1972)[23]
- Order Sztandaru Pracy II klasy (1960)
- Krzyż Komandorski Orderu Odrodzenia Polski (1954)[24]
- Krzyż Oficerski Orderu Odrodzenia Polski (1952)[25]
- Złoty Krzyż Zasługi (1950)[26]
- Medal 10-lecia Polski Ludowej (1955)[27][28]
- Odznaka ZAiKS-u (1988)[29]
- Nagroda Ministra Kultury i Sztuki za działalność literacką (1945)[30]
- Nagroda Państwowa II stopnia za działalność publicystyczną w minionym dziesięcioleciu (1955)[31][32]
- Tytuł doktora honoris causa Uniwersytetu Śląskiego (1975)[33] oraz Uniwersytetu Wrocławskiego (1988)

## Upamiętnienie
W 1993 w 80. rocznicę jego urodzin na kamienicy przy placu Zamkowym 8 w Warszawie, w której mieszkał w latach 1969–1989, odsłonięto tablicę pamiątkową. Jego imieniem nazwano jedną z ulic na Bemowie w Warszawie, a także ulice w Mysłowicach, Opolu i Wrocławiu.